# Barrio Acosta Lagunes
Barrio Acosta Lagunes är en ort i Mexiko.   Den ligger i kommunen Cazones de Herrera och delstaten Veracruz, i den sydöstra delen av landet, 230 km nordost om huvudstaden Mexico City. Barrio Acosta Lagunes ligger 33 meter över havet och antalet invånare är 580.
Terrängen runt Barrio Acosta Lagunes är platt. Runt Barrio Acosta Lagunes är det ganska tätbefolkat, med 65 invånare per kvadratkilometer. Närmaste större samhälle är Cazones de Herrera, 1,1 km norr om Barrio Acosta Lagunes. Trakten runt Barrio Acosta Lagunes består till största delen av jordbruksmark.